# 鸡尾木
鸡尾木（学名：Excoecaria venenata）为大戟科海漆属下的一个种。

## 扩展阅读
- 維基物種上的相關：鸡尾木